# أميركان إنترناشيونال بيكشرز
أميركان إنترناشيونال بيكشرز (بالإنجليزية: American International Pictures) ، هي شركة أمريكية تقع مقرها في كاليفورنيا ، أسست سنة 1954م، واعلنت إفلاسها رسمياً سنة 1980م.

## وصلات خارجية
- أميركان إنترناشيونال بيكشرز على موقع IMDb (الإنجليزية)
- أميركان إنترناشيونال بيكشرز على موقع IMDb (الإنجليزية)
- أميركان إنترناشيونال بيكشرز على موقع الموسوعة البريطانية (الإنجليزية)

- أميركان إنترناشيونال بيكشرز في قاعدة بيانات الأفلام على الإنترنت
- American International Television في قاعدة بيانات الأفلام على الإنترنت